# Campylium elodes
Campylium elodes là một loài Rêu trong họ Amblystegiaceae. Loài này được (Lindb.) Kindb. mô tả khoa học đầu tiên năm 1894.